# István Ferenczi
István Ferenczi (ur. 14 września 1977 w Győrze) – węgierski piłkarz występujący na pozycji napastnika.

## Kariera
Ferenczi profesjonalną karierę rozpoczynał w rodzinnym mieście Győr w tamtejszym klubie Győri ETO. W jego barwach grał najpierw w zespołach juniorskich, by w 1995 roku zadebiutować w pierwszym zespole. W 1998 trafił do Zalaegerszegi TE. W następnym sezonie był zawodnikiem belgijskiego KFC Verbroedering Geel, jednak nie przekonał do siebie włodarzy tamtego klubu. W 2000 roku powrócił na Węgry, do Győri ETO. W późniejszych latach grał głównie w węgierskich zespołach NB I: MTK Budapeszt, Vasas SC, Debreceni VSC i Zalaegerszegi TE. W tym okresie miał też krótkie epizody w zagranicznych klubach: Levski Sofia, VfL Osnabrück i Çaykur Rizespor.
31 stycznia 2007 roku - w ostatnim dniu okienka transferowego - podpisał umowę z angielskim Barnsley F.C.
W Barnsley F.C. zadebiutował 2 lutego 2007 w meczu ligowym przeciw Cardiff City. Swojego pierwszego gola zdobył w meczu z Southampton. W maju 2008 menadżer klubu wystawił Ferencziego na listę transferową, mimo iż sam zawodnik wyrażał chęć pozostania w klubie. Początkowo zainteresowanie zawodnikiem wyrażał angielski Nottingham Forest, jednak zawodnik po dwóch sezonach gry w Anglii wrócił na Węgry, do borykającego się z problemami finansowymi Ferencvárosi TC. Dwuletni kontrakt z FTC zawodnik podpisał 24 lipca 2008. W drużynie FTC w ciągu dwóch sezonów pokazał się ze znakomitej strony, zdobywając w 53 rozegranych meczach aż 47 goli. Po sezonie 2009/2010 rozstał się z drużyną FTC i trafił do Vasasu. W sezonie 2012/2013 jest zawodnikiem Gyirmót FC.

## Reprezentacja
Ferenczi w reprezentacji Węgier zadebiutował 7 marca 2001 roku w meczu z reprezentacją Jordanii. Pierwszą bramkę dla reprezentacji zdobył w meczu z Macedonią 14 listopada 2001. Drugą bramkę zdobył w meczu z Antiguą i Barbudą 18 grudnia 2005. Ostatni mecz w reprezentacji rozegrał 26 marca 2008 przeciwko Słowenii.

## Osiągnięcia

### Z Debreceni VSC
- Mistrz Węgier: 1 raz - 2005/06
- Zdobywca Superpucharu Węgier: 1 raz - 2005/06

### Z Ferencvárosi TC
- Mistrz Nemzeti Bajnokság II: 1 raz - 2008/09

### Nagrody indywidualne
- Najlepszy strzelec Nemzeti Bajnokság II: 2008/09 (39 goli)
- Zawodnik roku na Węgrzech: 2008/09